# Чартак (литературная группа)
«Чартак» (пол. Czartak) — польская литературная группа, основанная Эмилем Зегадловичем в г. Вадовице и просуществовавшая с 1922 по 1928 год. Названа в честь древней арианской часовни в Бескидах.

## Деятельность

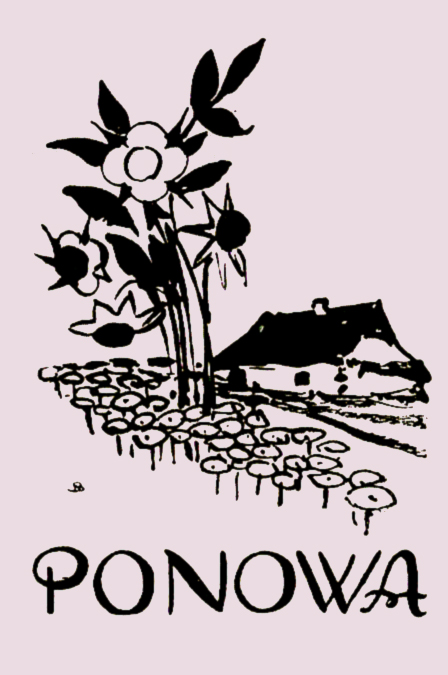
Обложка журнала Ponowa — предшественника «Чартака». Первый номер 1921 года, рисунок Станислава Ноаковского

Группа издала три одноимённых альманаха: в 1922 году в Вадовице, в 1925 в Варшаве и в 1928 в Кракове и несколько индивидуальных сборников поэзии и прозы. Группа была близка к экспрессионизму и провозглашала уход от городской цивилизации, противопоставляя ей сельскую жизнь, в которой видела религиозно-мистическое единение с природой (близкое к идеям франсискацев). Поэты группы в качестве одного из источников своего творчества использовали фольклор карпатских горцев.
Изначально в группу, помимо Зегадловича, входили Эдвард Козиковский, Ян Непомук Миллер, Янина Бжостовская, Тадеуш Шантрох (пол. Tadeusz Szantroch). Позднее к ней присоединились Юзеф Биркенмайер, Зофья Коссак-Щуцкая, В. Ханыс‚ Ян Виктор. С группой также сотрудничали такие художники, как Юлиан Фалат, Войцех Вейс, Збигнев Пронашко, Фелициан Коварский. Часть участников группы ранее сотрудничала с издававшимся в Варшаве в 1920—1921 годах журналом Ponowa, также тяготевшему к сочетанию экспрессионизма и сельского фольклора.